# Johan Christoffer Boklund
Johan Kristoffer Boklund (15. juli 1817 i Skåne – 9. december 1880 i Stockholm) var en svensk maler,
Boklund fik sin første uddannelse i kunst på akademiet i København og i J.L. Lunds malerskole sammesteds; senere kom han på akademiet i Stockholm; men det var først et otteårigt ophold i München- og ikke mindst et par studieår i Paris under Thomas Couture, der modnede hans kunst. Da han 1855 kom hjem fra udlandet, fik han oprettet Konstnärsklubben, blev snart knyttet som lærer til akademiet og i 1867 dets direktør, og med sin betydelige teknik, store evne som lærer og ved venskabsforholdet til den daværende kronprins, Karl XV, fik han en bestemmende Indflydelse på den svenske kunsts udvikling og bragte for en tid frisk liv ind i Stockholms ret stagnerende kunstforhold. Den flittige kunstner, hvis tid desuden var stærkt optaget af en række administrative hverv (han havde således store fortjenester af det ny nationalmuseum), har med forkærlighed benyttet maleriske arkitekturmotiver til sine pålidelige småbilleder, en del fra Tyrol; Meranerskyttar i Stockholms Nationalmuseum, og har særlig gjort lykke med sine historiske genrestykker, interiører uden kraftig dram. Handling, således Gustaf Adolf rådslår med nogle Officerer, En fangen Polak føres frem for Karl X Gustaf, begge i Nationalmuseet i Stockholm, samt Gustaf Adolf og Axel Oxenstjerna; han har endvidere været sysselsat med kirkelig kunst, alterbilleder, og har også jævnlig forsøgt sig med portrætmaleriet blandt andet Dronning Louisa.
|  |  |  |